# 1989年成都市抗議活動
989年春夏之交，中华人民共和国爆发全国性抗议运动，史称六四事件或八九民运，中国官方称1989年春夏之交的政治风波。期间作为四川省的省会，成都爆发了该省最大规模的抗议。学生和其他示威者通过游行、罢课、集会等政治表达行为表达。成都的抗议活动始於在天府广场舉行的紀念胡耀邦逝世的追悼活动，示威者占据的天府广场被一部分人称为“小天安门”。这些活动多由学生、工人主导，也包含市民等群体发起，乃至有體制內人士參與，与全国范围内的抗议相呼应。
北京六四清场后，成都爆发大规模的示威，并演变为骚乱。当局的镇压行动造成至少上百人死亡（人数有争议），其伤亡数字在全国仅次于北京。有學者指，成都的学生聲援北京学生的同时，他们的訴求与北京学生有所不同。

## 4月
胡耀邦死后，有電子科技大學学生指“校園便不平靜,大字報、請願書貼在校園各處”。4月20日晚，四川大學、成都科技大學、華西醫科大學等校數千名學生和群衆遊行，并到鬧市區人民南路廣場（即天府广场）。有學生演講，圍觀者達三萬人，令周圍交通中斷。在市區遊行時，有人拆下成都市政府牌匾，扔到路上踐踏。
在4月21日和22日，成都继续发生大规模的游行。21日,四川大學等五校學生舉行悼胡活動,亦要求撤銷官方對學生集會限制的通告，有數萬民眾圍觀。學生兩度衝擊成都市政府。成都市政府從21日晚9時到22日零時30分受到數百人的衝砸。據中國官方说法，衝擊者多是“社會青年、市民和工人”，很少学生，圍觀者则有達上萬人。此后四川省政府對外事務部發言人接受記者電話訪問時表示当晚有五人（“無職業”）被拘捕，除市政府大樓牆上的名牌被人拆掉无並無其他損毀。四川大学有人贴出大字报要求“全国人大常委该罢免，由温元凯、刘宾雁、方励之、苏绍智等人代理”。
4月23日晚上，成都市約有三萬多群眾聚集在人民南路悼念胡耀邦。當晚十二時左右,成都市政府出動兩個中隊的大批軍警奔向人群,進行武力驅散,并用手銬、皮帶殴打在场的示威者，包括工人、學生、商販及市民等。有学生指其被兩個便衣狠打了幾下，并表示“他們的凶殘,我以前從未這樣想過”“與國民黨士兵有什麼兩樣”。有学生指军警对市民、商販比对学生“更加殘忍”，有烟摊商販被踏倒在地，被砸烂摊位和殴打。冲突中，被打散的学生纷纷逃回学校，亦有人指其继续在路上被警察殴打。當局亦動用軍警驅趕在广场毛泽东像下阅读大字報的學生与市民，并撕毀贴的悼念文章、诗词(学生指内容多为“深刻揭露當前社會弊端”)、胡耀邦像等。对此不满的学生与其发生冲突，一些学生在軍警包圍下被迫後退。
4月27日，成都一些高校传播“北京情况”的大字报明显增多，有时候会被校方撕毁。但被撕毁后又有新的大字报贴出。校内并有北京来的学生秘密串联活动，在一些高校学生中演讲，也有北京方面的传单张贴与散播。有学生在经历游行与军警的冲突后，向北京学生写公开信，并在北京转为传单、大字报等方式传递，讲述成都发生的事情。四川大学、成都科技大学、成都电子科技大学等校都贴出大字报，称：“准备成立成都地区高校学生运动委员会，组织纪念五四运动大游行”。有电子科技大学的学生则表示“我們成都學生堅決支持你們北京同學,讓全國學生團結起來發揚五四精神,讓中華大地充满民主與科學的空氣,我們不要獨裁”“我們能相互支持”。4月29日晚上，中央电视台播出了袁木等人与学生的对话录像后，继续有大学生因为不满，上街或在校内进行游行，抗议袁木讲话。

## 5月
5月3日，學生繼續舉行游行。高校出现了呼吁学生五四上街游行的大字报和传单。5月4日，數千名學生突破校方攔阻，上街游行响应当天的全国五四大游行，吸引數萬市民圍觀。下午，成都電子科技大學等校600多名學生遊行到成都市政府要求市長刁金祥出來對話。
5月15日，罷課和绝食抗议开始。5月15日晚，四川大学、成都科技大学、华西医科大学、成都教育学院、四川医学院等校2000多名学生先后上街游行。游行学生手挽手，由学生纠察队维持秩序。学生一边游行，一边呼喊“声援北京学生”、“打倒官倒”等口号，亦要求當局解除新聞封鎖。他们在人民南路廣場靜坐，要求实况转播北京学生同中央领导的对话，要求同四川省委、省政府领导对话，否则将罢课、绝食。
5月16日凌晨2时，警察驱逐在四川省政府前静坐的200多名学生时，有十多名学生受伤。有学生向北大发电报，说“成都有一万名学生罢课、绝食支援你们”。清晨，學生散去。白天，有成都科技大学等校数千名学生上街游行抗议凌晨警察打人，下午二时，四川师范大学、成都科技大学、气象学院、华西医科大学6000多名学生上街游行，往四川省政府前示威並要求對話。有大约30,000名学生和教职员工聚集在天府广场聲援北京学生，并在广场主席台发表演讲。
5月17日20多名學生代表與四川省政府協商對話事項。晚上10点，又發生一次示威游行，约有100名学生宣布要绝食，有19所高校的一万余名学生上街游行，游行队伍先后到四川省政府，省委、成都市政府请愿，声援北京学生，并要求与省委领导对话。
5月18日，凌晨,四十名學生在人民南路廣場宣布靜坐絕食。示威现场还有成都医院的急救站。白天，数十万各行各业的人们游行，以聲援成都和北京的绝食学生，下午4点，四川省委副书记顾金池，四川省委常委、省委宣传部長許川，四川省委常委、成都市委书记吴希海，四川省副省长蒲海清，成都市市长刁金祥等四川省和成都市黨政領導人來到天府广场。顾金池對學生表示他充分理解學生的爱国热情，以及為響應北京學生絕食而採取的絕食抗議行動，還有反对腐败、促进民主和法治、深化改革的一系列訴求。黨中央非常重视學生的訴求。但是，顾金池还是希望學生停止绝食并重返课堂。遊行被派駐在四川的各家媒體報道。
5月19日，仍有游行人数在万人以上。示威者的横幅还包括“中国建筑西南设计院声援团”“四川电视台声援团”“电视要替人民说真话”“省委党校研究生声援团”“航空航天部719厂部分职工”“中国农工民主党林业支部声援爱国学生”“成都律师声援团”“四川大学教師”、“学生絕食，政府麻木，人民震惊”等。
北京宣布戒严后，5月20日，四川省政府致電中共中央，擁護李鵬、楊尙昆在北京市黨政軍大會上的講話。5月20-21日，成都高校的数千名学生游行，呼喊“打倒李鹏”“反对镇压”、“李鹏下台”、“邓小平下台”等口号，并有人静坐。有人打“反对独裁”，“反对警察”，“李鹏下台，小平滚蛋”等标语。还有人散发了各种的传单，谣传一些省市已宣布不承认李鹏政府，邓小平离京、北京有学生死亡等。也有记录指北京宣布戒严后抗议活动开始减少。少数学生仍在静坐示威，当地居民开始對抗議失去兴趣。
在整个运动期间，学生成立了「成都地區高校學生自治聯合會」。也有市民成立「成都市民聲援團」，其主要成員为支持民运的黃道數、馬勇、王俊遠、韓軍、曾敏等工人和个体户。成都鐵路局職工楊海波成立了其为「校長」的「社會大學」。亦有人组织「中國正義團」。
5月23-24日，成都有17所大专院校和四所中专学校上萬名學生及群眾上街游行。继续有人在市中心廣場靜坐,聲援絕食已達五日之學生。重庆、绵阳、内江等地也有七八百人來成都声援。一千多人在成都人民广场静坐。四川大学、师范大学约七百多人在都江堰市街头演讲、散发传单。有人在市内张贴长篇的大字报或大字的长条标语，如“集体负责，垂帘中央，终日玩乐，乱理朝纲，瞒天过海，丧尽天良，翻云覆雨，强奸民意，政治流氓，手段残忍”等。5月28日，成都有8所高校逾两千名学生响应当天的全球华人大游行。在運動期間，由於當局徵調民航機載運軍隊赴北京，使得成都機場的部分航班需要停駛。

## 6月
6月1日凌晨，四川工业学院100多名学生在成灌公路上拦截汽车到成都市区。公安局指“一个体户的汽车因刹车失灵”，将拦车的学生压死1人、伤5人。学生听到此事后在校内进行游行，并要求与院领导对话。上午，七八百名学生在出事现场静坐或拦车。次日，有两百多名学生上街游行抗议此事。示威者中午到《成都晚报》社派出十多名学生代表与报社对话，要求晚报报道事件是“一次有预谋、有政治背景的政治事件”，并报道学生代表与报社对话的内容。人民南路广场仍有30多名学生静坐。
6月2日，一些高校出现署名为“成都高校自治联合会“的《空校运动》宣传，要求响应全国学运分子的空校运动，称“成都高校自治联合会集体表决，全数通过了空校决议”，决定“提前回家，提前开学”。6月3日，在人民南路廣場靜坐的學生及在旁聲援的群衆遭驅散,部分學生、群衆無視管制禁令,繼續上街遊行,與武警發生流血衝突事件。
有上萬名學生及民眾聚集市中心廣場，收聽北京流血清场的消息，当晚示威者情绪高涨，隨即展開示威遊行。6月4日，成都公安局宣布對天府廣場進行交通管制，对广场静坐的学生进行清场。在成都公安局下達命令後，坐在广场前的300名学生中有一半以上离开了。警方于当日上午7:45逼迫剩下的51名学生离开。公安指其组织1000多名警察对在广场静坐的一百多名学生实行了“强制带离”的措施。当天上午晚些时候，来自四川大学、华西医科大学、成都科技大学和四川教育学院的2000名学生走上人民路遊行。学生们呼喊“反对镇压，反对流血”等口号，举着“必须血債血還”，“七万名北京学生被鎮壓”和“把我们的同学还给我们”等标语，陆续向人民南路涌向广场，在人民南路广场与武警发生冲突。有人在人群中向警察扔石块，双方发生对打，双方都有人员受伤。警察用電擊棍毆打遊行學生及市民，並朝他們投擲催淚彈。四川省委指其在下午三时许“为了避免继续对峙”决定让在广场执勤的公安“逐步撤下来”。尽管广场聚集的学生很多返校，但现场仍有达数万人。有一群人冲击成都市人大和市政府机关，砸坏和烧毁电车、警车、清洁车十多辆。到下午三点，人民东路及附近的一些商店和饭店著火。衝突中有八人死亡及上千群衆受傷。公安则指冲突中有100多名公安、武警被受伤，1名武警和1名消防队员被示威者抓走，有人“趁机进行打砸抢烧活动”。晚上，人民东路公安派出所以及交通岗亭多处被烧毁，盐市口派出所被冲击，门窗被砸烂，多家商店被砸毁。
6月5日，骚乱加剧。凌晨三时，一群人烧毁建筑面积为1.5万平方米的西南最大的综合商场成都人民商场，造成上亿元损失，又在一些主要路口设置障碍，拦截车辆，与警察发生冲突，并将前来救火的5辆消防车烧毁，打伤80多名消防队员。当局指电车、救护车、摩托车6辆被烧毁，有人把燃烧后的车辆往成都市政府大院推，3辆消防车和1辆消防指挥车在开往救火场途中亦被放火烧坏。上午，一群人向市政府办公大楼抛掷石头、砖块、汽水瓶，推倒市政府围墙，烧毁市政府厨房。电影院和两个派出所亦遭到縱火。示威者攻擊成都市人大常委會辦公大樓,焚燬三輛汽車。下午,成都市人大行政辦公室又遭民眾投擲汽油瓶焚燒。晚間,民眾砸毀成都市清理整頓領導小組辦公室,焚燒大批公文,砸毀成都市工商局12輛摩托車,市政府對外交通被阻絕。
6月6日，五千名学生響應空校運動离开了校园。當天上萬名群衆聚集街頭，分別在公路要道上設置路障，封鎖橋樑，全市交通爲之癱瘓。据报道，许多商店被迫关门。凌晨，一些人（官方指为20人）烧毁位于闹市区的人民电影院，公安派出的消防车冲破示威者的阻拦将火扑灭。饭店前的报亭也遭到纵火。党政机关被冲击，成都市政大樓辦公設施五樓被示威者砸毁。警察卡车和救护车等国有财产也遭受了破坏。当局指混乱中也有人趁机抢劫商店。下午，一些人在四川省展覽館仓库放火，也有人哄抢成都天成金店，成都公安和武警抓獲衝擊黨政機關的示威者，严惩了一些“肇事者“，并当场抓捕一批“打砸抢分子”，公安以及武装警察三百多人抓捕了縱火和抢劫珠宝店的犯罪嫌疑人。平武縣公安抓獲成都“哄搶人民商場財物”的廣仁才。根据官方说法，成都6月4日至6日,總計被破壞二百輛車輛,六十餘家商店,損失上億元人民币。
6月7日，继续有民众上街示威或设置路障。在《四川日报》发布的新闻报道中，提到四川省及各地市政府要求“不顧一切地坚决打击一小撮製造破壞和混亂的犯罪分子”，学生“欢迎四川省和各地市政府采取果断措施。严厉打击犯罪分子的打砸搶燒活動。”该報道还指出，四川省和各地市政府正在采取措施确保群众安全。到6月8日，成都已经平静下来，“交通恢复了正常”，美联社、法新社指示威者过去两天所设置的路障大都已被清除。

## 目擊者證言
在抗议活动的早期（5月16日），一千多名警察进入成都，试图清理广场。据当时在成都攻读博士学位的朱迪·怀曼·凯利（Judy Wyman Kelly）称，警察对学生的野蛮行径只會讓學生得到更多的支持。6月4日，一对在成都科技大学任教的美国夫妇Dennis Rea和Anne Joiner亲眼目睹了抗议活动。两人當時去了一家正在治疗受伤者的小诊所，在附近，他们看到一群人正在街上帮助受伤者。他们目睹了一名警察正在殴打群眾，以及根本没有参与抗议活动的人员的伤亡，例如一个水果摊贩，他们只是“在错误的时间将手推車停在错误的地方”。
当时在中国西部旅行的密西根大學研究生安迪·萊文见证了6月4日后在成都市中心以学生和青年工人为主体的抗议者和武装警察间的对峙与激战。据他回忆，在6月5日晚，抗议者逃入四川锦江宾馆躲避，武警在院子中逮捕数十人，并用铁棍等物品将其打死。
美国人金·尼加德（Kim Nygaard）从所住的旅馆目擊到安全部队将疑似抗议者的尸體裝进沙袋，并将他们堆放在卡车上，然后将卡車開走。Nygaard指出，卡車上裝著抗議者的沙袋悄無聲息，Nygaard认为沙袋裡面“肯定是尸体”。
另一位证人让·布里克（Jean Brick）也有类似的说法。布里克（Brick）能够注意到，其中一些尸体有平時見到的学生戴的白色頭帶，并且還有30到40個“工人、农民和失业人员通常穿的塑料人字拖鞋”。

## 後續
作為對成都发生的事件的回應，政府迅速发布了有关事件的聲明。四川省政府发表了题为《成都暴动的來龍去脈》的文章。在这篇文章中，提到“有1800人到医院就诊，包括1100名警察，其中353名住院，其中有231名警察，69名学生和53名其他人。”根据“维基解密公佈的美国国务院电报，实际傷亡人數可能更高。”成都的医院和大学确认了更多的死亡人数，以及美国领事官员向纽约时报透露“至少有100名重伤人员被带出广场”。6月16日之后，有106人被捕，两名被控焚烧车辆的农民被处决，另外三人因打砸搶燒而被处决，一名因掀翻吉普车并放火而被处死。另有三人分别以纵火、抢劫和擾亂公共秩序为由判处无期徒刑。

## 媒体对抗议的報道
1989年6月7日《多伦多星报》發表的一篇文章中，作者福特（Laura Ford）的一篇文章《Gas and gunfire in Chengdu left banner of hope in shreds》回忆起6月4凌晨她聽到枪声，以及與人群一同躲避的場景。有人告訴福特，當時警察痛打女学生，并将她们推倒在地后撕扯她們的衣服。她還目睹“有数千名士兵占领了学生搭建的講台，并没收了扬声器和通讯工具。”这些士兵是从省外調來，因为“驻扎在成都内的部队拒绝镇压学生。”福特随后被一些学生护送到医院。學生讲述了警察的暴行，提到有一个年轻人被警察毆打後右眼失明。学生们恳求福特將他們的遭遇通過媒體向公眾傳播。福特注意到学生对政府的不信任以及抗议活动被迅速鎮壓。
在《纽约时报》上理查德·伯恩斯坦（Richard Bernstein）發表的一篇名為《Turmoil in China; Far From Beijing's Spotlight, A City Bears Scars of Clashes》文章中，详细介绍了社會對成都抗议活动的看法。伯恩斯坦指出，成都市市民支持學生運動，“市民捐款15,000美元帮助学生。他还提到了警察对学生施加暴力。伯恩斯坦在文章结尾指出，尽管街道被清理的速度很快，但成都建筑物遭到的的巨大破坏却清楚地提醒了人們這裡所發生的一切。

## 另見
- 六四事件
- 六四事件中的四川省
- 1989年中華人民共和國抗議地區列表